# Бурдур (вилает)
Бурдур (на турски: Burdur) е вилает в Югозападна Турция. Административен център на вилаета е едноименният град Бурдур.
Вилает Бурдур е с население от 246 134 жители (оценка от 2006 г.) и обща площ от 6887 кв. км. Разделен е на 11 общини.

## Население
Численост на населението според преброяванията през годините:
| Година | Численост |
| 1990   | 254 899   |
| 2000   | 256 803   |
| 2011   | 250 984   |